# 夏仲·阿旺洛桑丹增曲吉尼玛
夏仲·阿旺洛桑丹增曲吉尼玛（1997年7月28日—）俗名索朗顿珠，西藏自治区嘉黎县阿扎乡一村人，第二十三世夏仲活佛。

## 生平
索朗顿珠生于藏北嘉黎县阿扎乡一村的藏医家中，父亲索朗帕珠是位藏医，任嘉黎县藏医院院长，2001年前后正在拉萨的西藏藏医学院攻读硕士学位。索朗顿珠的母亲金宗是教师，姐姐嘎玛拉姆于2001年前后正在拉萨上小学。
1996年，中国佛教协会西藏分会副秘书长孜珠活佛赴锡金迎请第二十二世夏仲活佛夏仲·土登强秋曲吉尼玛回中国。但第二十二世夏仲活佛因患重病，未能随孜珠活佛回国。二人分别时，夏仲活佛说，来世在拉萨重聚。孜珠活佛离开后不久，夏仲活佛圆寂。据夏仲活佛的贴身弟子土登尼玛称，在锡金火化夏仲活佛的法体时，从其眼中突然飞出一只白色雄鹰，飞向东北方向。根据这一异象，以及夏仲活佛同孜珠活佛约在拉萨重聚，佛教界人士认为，第二十二世夏仲活佛的转世灵童应在藏区东北方向寻找。
不久，以孜珠活佛为首的达隆寺喇嘛八人组成寻访团。他们先赴山南的圣湖拉姆拉错观湖，随后到东北方向的藏区寻访。经过几年，先后寻访了800多位藏族男童，最后来到嘉黎县阿扎乡一村时，发现此地地貌同圣湖显示的景象完全一致。经过打听，发现索朗帕珠家有一男孩索朗顿珠，在夏仲活佛圆寂后的1997年6月28日出生，符合入选转世灵童的条件。寻访团对索朗顿珠进行了各种考察，最后在2001年5月8日，孜珠活佛为首的寻访团举办宗教仪式，将第二十二世夏仲活佛穿戴过的一块手表、一件袈裟，分别放在三十块手表和三十件袈裟内，由索朗顿珠挑选，结果均被选中。寻访团随后确定索朗顿珠为转世灵童的唯一人选。
2001年11月23日，索朗顿珠的颁证及剃度仪式在林周县达隆寺举行。当日中午，颁发认定活佛证书仪式举行，由拉萨市政协副主席兼统战部部长主持。拉萨市副市长致祝词，并向索朗顿珠颁发了拉萨市人民政府所颁的认定、批准证书。随后，举行了剃度受戒、起法名等仪式。按照达隆寺的传统，剃度仪式须在该寺高僧、达隆噶举派创始人达隆塘巴·扎西贝（1142年－1210年）的法座前举行，父母不能参加，以示割断世俗亲情。在剃度仪式上，索朗顿珠头上的姆指大小的一片顶发被剪刀剪去，随后在剪发处抹上象征吉祥如意的酥油，剃度乃完成。随后，孜珠活佛以经师的身份，向索朗顿珠授予一页经书，表示转世活佛一生将致力于念佛，并为其取法名“阿旺洛桑丹增·却杰尼玛”（意为“使仁慈的佛教像太阳般传遍世界”）。随后整个仪式结束。
拉萨布达拉宫西南的药王山西侧阳面，有摩崖石刻。摩崖石刻以东，已建有一座石刻《甘珠尔》塔。该塔是将整部《甘珠尔》刻在石板之上，再将这些石板砌成宝塔。塔碑上刻有：
圣地药王山脚下建造的石刻《甘珠尔》塔，是由杰色江白美郎活佛或多丹达瓦仁波切本着利教益生之赤心和发愿，始建于公元一九九五年藏历四月十日，竣工于公元二零零九年藏历四月十日，愿众生意为如法之成。愿此一切功德，众生离苦得乐，祈祷世界和平，圆满达成佛果。达隆夏仲·阿旺洛桑丹增曲吉尼玛于藏历土牛年四月十五日在圣地拉萨为此誓愿。
2011年10月20日，西藏佛学院正式落成并开院，在当天举行的落成暨开院庆典上，夏仲活佛作为学员代表讲话。2012年1月22日，夏仲活佛在达隆寺欢迎前来该寺开展巡诊活动的西藏军区总医院院长李素芝所率的为兵便民流动医院。